# Архив Војводине
Архив Војводине је институција која се бави очувањем и заштитом архивске грађе настале на територији Аутономне покрајине Војводине, од 12. века.

## Историјат
Архив Војводине је основан 1926. године као Државни архив у Новом Саду. За првог архивара је постављен др Димитрије Кириловић, решењем помоћника министра просвете од 5. августа 1926. године. Он је ангажовао историчара Алексу Ивића, професора Правног факултета у Суботици, да сачини извештај о стању архивске грађе у Војводини.
Како се током Другог светског рата, Нови Сад нашао на територији Независне Државе Хрватске, Архив је претрпео велику штети. Значајан део архиве је узет од стране усташких власти, део однет у Беч, а део у приватну колекцију у Чехословачкој. Делови архивске грађе су пропали у подрумима Петроварадинске тврђаве.
Од 1951. године, Архив је носио име Државни архив АП Војводине, а од 1958. године Историјски архив АП Војводине. Данашње име је понео 1970. године.

## Зграда Архива
Од оснивања, Архив је био смештен у Просветном инспекторату на Футошком путу бр. 77 (данас: Футошка улица 17). Пресељен је 1934. године у Петроварадински магистрат. Након Априлског рата 1941. године, прешао је у Гарнизонску управу у Петроварадину, а од 1943. године је измештен у казамате Петроварадинске тврђаве.
По ослобођењу 1945. године, Архив је смештен у сутеренске просторије палату Дунавске бановине. Повратак украдених предмета је захтевао већи простор, па је Српска православна црква уступила Патријаршијски двор у Сремским Карловцима, а од 1968. године и конаке манастира Беочин.
Зграда Окружног затвора из 1901. године је реновирана током 1988. и 1989. године, за потребе Архива. У њу се Архив Војводине свечано уселио 27. априла 1989. године.

## Управници и директори Архива
- др Димитрије Кириловић (архивар 1926–1932)
- др Димитрије Кириловић (директор 1932─1941)
- Фрања Малин (1946)
- др Марко Малетин (1946─1949)
- Живојин Радуловачки (1949─1953)
- Драгослав Јовановић (1954─1955)
- Милорад Рајић в.д. (1955─1956)
- Сава Атанацковић (1956─1958)
- Велимир Михајловић, в.д. (1958─1964)
- Ђорђе Марђелошки (1964─1969)
- др Средоје Лалић (1969─1971)
- др Калман Чехак (1971─1979)
- Данка Миљевић, в.д. (1979─1980)
- др Сава Живков (1980─1989)
- Павле Станојевић (1989─2003)
- Стеван Рајчевић (2003–2013)
- Бранимир Андрић (2013–2018)
- др Небојша Кузмановић (2018– )

## Награде и признања
- Орден заслуга за народ, доделило Председништво СФРЈ (1986);
- Сретењски орден, другог степена, доделио председник Републике Србије (2017).